# Campbell Scott
Campbell Scott (Nueva York, 19 de julio de 1961) es un actor, director y productor estadounidense conocido por sus papeles en películas como Dying Young junto a Julia Roberts y El exorcismo de Emily Rose (The Exorcism of Emily Rose).
Nacido en Nueva York, es hijo del actor y director George C. Scott (Patton), y la actriz Colleen Dewhurst; y tiene un hermano, Alexander Scott.
Como actor, Scott se inició en el teatro, trabajando en Broadway en 1985 en la obra Hay Fever, de Noel Coward. A continuación tendría pequeñas apariciones en episodios de series de televisión como La ley de Los Ángeles o Enredos de familia. Su debut cinematográfico llegaría con la película Cinco esquinas (1987, Tony Bill) junto a Jodie Foster. Pero su primer papel protagonista llegaría gracias a su tercera película, la premiada Compañeros inseparables (1990, Norman René), donde era el entrenador de un gimnasio cuya vida se desmoronaba al enterarse de que un amigo suyo había muerto de sida.
A partir de ahí, los papeles de Scott se diversificaron y pasó a actuar en películas como Morir todavía (1991, Kenneth Branagh) (donde también aparece su madre), Elegir un amor (1991, Joel Schumacher), Solteros (1992, Cameron Crowe) o La señora Parker y el círculo vicioso (1994, Alan Parker). 
En 1996, Scott debutaría como director con la película Big Night junto a Stanley Tucci. La película trata sobre dos hermanos italianos que deciden contratar a un gran artista para aumentar la clientela de su restaurante, pero este nunca llega. Scott se reservó un pequeño papel como un vendedor de autos que tiene un interesante cuasi monólogo. El film fue aplaudido por la crítica y nominado con el Premio del Gran Jurado en el Festival de Cine de Sundance. Posteriormente, ganaría premios como el del Círculo de Críticos de New York o el del Boston Society of Film Critics como mejor director novel, aunque no fue ningún gran éxito de taquilla.
En 2002, fue premiado con el premio del mejor actor por la National Board of Review por su notable interpretación en Cosa de hombres. Más recientemente, daría su voz a un relato de concienciación ecológica de Chevron Corporation.

## Filmografía

### Como actor
- Cinco esquinas (Five Corners) (1987), de Tony Bill.
- Explorando Argame (1989), de Spielberg
- El cielo protector (The Sheltering Sky) (1990), de Bernardo Bertolucci.
- Compañeros inseparables (Longtime Companion) (1990), de Norman René.
- Morir todavía (Dead Again) (1991), de Kenneth Branagh.
- Elegir un amor (Dying Young) (1991), de Joel Schumacher.
- El mayor homenaje (The Perfect Tribute) (1991), de Jack Bender.
- Singles (Singles) (1992), de Cameron Crowe.
- El inocente (The Innocent) (1993), de John Schlesinger.
- La señora Parker y el círculo vicioso (Mrs. Parker and the Vicious Circle) (1994), de Alan Rudolph.
- Deja que sea yo (Let It Be Me) (1995), de Eleanor Bergstein.
- The Daytrippers (1996), de Greg Mottola.
- Big Night (1996), de Campbell Scott.
- La trama (The Spanish Prisoner) (1997), de David Mamet.
- El juego de las mentiras (Hi-Life) (1998), de Roger Hedden.
- La carta de amor (The Love Letter) (1998), de Dan Curtis.
- The Impostors (1998), de Stanley Tucci.
- Top of the Food Chain (1999), de John Paizs.
- Hamlet (2000), de Campbell Scott.
- Las estrellas te guían (Follow the Stars Home) (2001), de Dick Lowry.
- El cielo no puede esperar (Delivering Milo) (2001), de Nick Castle.
- Rutas secretas (The Pilot's Wife) (2002), de Robert Markowitz.
- Cosa de hombres (Roger Dodger) (2002), de Dylan Kidd.
- The Secret Lives of Dentists (2003), de Alan Rudolph.
- Saint Ralph (2004), de Michael McGowan.
- Marie and Bruce (2004), de Tom Cairns.
- El exorcismo de Emily Rose (The Exorcism of Emily Rose) (2005), de Scott Derrickson.
- Duma (2005), de Carroll Ballard.
- The Dying Gaul (2005), de Craig Lucas.
- Últimos días del planeta (Final Days of Planet Earth) (2006), de Robert Lieberman.
- Music and Lyrics (2007), de Marc Lawrence.
- No End in Sight (2007) (narrador)
- Seis grados (Serie) (2007), de Steven Caseman.
- Handsome Harry (2009), de Bette Gordon.
- The Amazing Spider-Man  - Richard Parker - (2012), de Marc Webb.
- The Amazing Spider-Man 2: Rise of Electro - Richard Parker - (2014), de Marc Webb.
- The Chaperone (2018), de Michael Engler.[1]
- Jurassic World: Dominion (2022), de Lewis Dodgson
- Millers in Marriage (2024), de Edward Burns.[2]
- Nonnas (2025), de Stephen Chbosky.

### Como director
- Big Night (1996)
- Hamlet (2000)
- Final (2001)
- Off the Map (2003)